# Marcus Bassaeus Rufus
Marcus Bassaeus Rufus war ein römischer Ritter und unter Kaiser Mark Aurel von ca. 169 bis 179 Prätorianerpräfekt.

## Leben
Lebensdaten des Marcus Bassaeus Rufus sind weitgehend unbekannt. Wenige Informationen über seine Laufbahn können aus der Historia Augusta und den Büchern des Cassius Dio entnommen werden. Demnach war er von niederer Herkunft und ohne die übliche Bildung. Er stieg im Heer bis zum primus pilus auf, erreichte Procuraturen in Spanien, Noricum und Gallien/Germanien. Er wurde a rationibus, praefectus vigilum, praefectus Aegypti 168/169 und praefectus praetorio 169 bis 179 n. Chr. Er wurde ausgezeichnet mit den ornamenta consularia, zudem nach dem Tod mit drei Statuen in Rom.